# Niangre (socken i Kina)
Niangre (kinesiska: 娘热, 娘热乡) är en socken i Kina. Den ligger i den autonoma regionen Tibet, i den sydvästra delen av landet, omkring 240 kilometer väster om regionhuvudstaden Lhasa.
Genomsnittlig årsnederbörd är 574 millimeter. Den regnigaste månaden är juli, med i genomsnitt 188 mm nederbörd, och den torraste är november, med 2 mm nederbörd.